# Torgeir Brandtzæg
Torgeir Torbjørn Brandtzæg (ur. 26 października 1941 w Ogndal) – norweski skoczek narciarski, dwukrotny medalista olimpijski oraz zwycięzca Turnieju Czterech Skoczni.

## Przebieg kariery
W międzynarodowych zawodach zadebiutował 28 grudnia 1962 podczas pierwszego konkursu 11. Turnieju Czterech Skoczni w Oberstdorfie, gdzie zajął ósme miejsce. Dwa dni później na skoczni Bergisel w Innsbrucku zajął czwarte miejsce, następnie w Garmisch-Partenkirchen był dziesiąty, a 6 stycznia 1963 w Bischofshofen był drugi, tuż za Torbjørnem Yggesethem. W klasyfikacji generalnej turnieju zajął piąte miejsce. Dwa lata później, podczas trzynastej edycji Turnieju wygrał w Oberstdorfie i Innsbrucku, w Ga-Pa był piąty, a w Bischofshofen ósmy, co pozwoliło mu na zwycięstwo w klasyfikacji generalnej.
Zwyciężył w Turnieju Norweskim w 1964. W tym samym roku podczas igrzysk olimpijskich w Innsbrucku zdobył brązowe medale na dużej i na średniej skoczni. Na większym obiekcie triumfował jego rodak Toralf Engan przed Veikko Kankkonenem, na mniejszym Brandtzæga wyprzedzili ci sami zawodnicy z tą różnicą, że to Fin wywalczył złoto. Pod koniec sezonu 1963/1964, na dwa dni przed konkursem na Holmenkollbakken Brandtzæg przeskoczył rekord skoczni o 10 m, jednak nie zdołał go ustać i doznał poważnej kontuzji. Próbował powrócić do skoków w 1965, wygrał nawet mistrzostwo kraju na dużym obiekcie, mimo to uznał, że nie zdoła wrócić do poprzedniej formy i postanowił zakończyć karierę w wieku zaledwie 23 lat.

## Igrzyska olimpijskie
| Miejsce | Dzień       | Rok  | Miejscowość | Konkurs                         | Wynik     | Strata  | Zwycięzca        |
| ------- | ----------- | ---- | ----------- | ------------------------------- | --------- | ------- | ---------------- |
| 3.      | 31 stycznia | 1964 | Innsbruck   | Skocznia normalna indywidualnie | 222,9 pkt | 7,0 pkt | Veikko Kankkonen |
| 3.      | 9 lutego    | 1964 | Innsbruck   | Skocznia duża indywidualnie     | 227,2 pkt | 3,5 pkt | Toralf Engan     |